# آنت راس هیوم
آنت راس هیوم (انگلیسی: Annette Ross Hume; ۸ مارس ۱۸۵۸ – ۱۹ ژانویهٔ ۱۹۳۳) عکاس آمریکایی بود که به خاطر گرفتن بیش از ۷۰۰ عکس از سرخ‌پوستان ایالات متحده آمریکا و قلمرو اکلاهما شناخته می‌شود. او از سال ۱۹۱۳ تا ۱۹۱۵ به عنوان رئیس فدراسیون باشگاه‌های زنان ایالت اکلاهما خدمت کرد.

## زندگی‌نامه
آنت راس هیوم در ۸ مارس ۱۸۵۸ در خانواده جیمز و کاترین دارلینگ راس در پریسبورگ، اوهایو به دنیا آمد. او در ۱۲ دسامبر ۱۸۷۶ با چارلز آر. هیوم، پزشک، ازدواج کرد. در سال ۱۸۹۰، آنها به آنادارکو، قلمرو اوکلاهما نقل مکان کردند. چارلز به عنوان پزشک برای قبایل کیووا، کومانچی و ویچیتا کار کرد. او پنج فرزند داشت.

## عکاسی
هیوم از سال ۱۸۹۱ به عکاسی روی آورد. او از بومیان آمریکا، از جمله جرونیمو و کوانا پارکر، و قلمرو اوکلاهما عکاسی کرد. در مجموع، آثار او شامل بیش از ۷۰۰ عکس است که گذار این منطقه از مناطق حفاظت‌شده سرخپوستان به قلمرو اوکلاهما را به تصویر می‌کشد. نگاتیوهای شیشه‌ای عکاسی او اکنون بخشی از بایگانی دانشگاه اوکلاهما هستند. سایر عکس‌ها بخشی از بایگانی انجمن تاریخی اوکلاهما و دانشگاه ایالتی ویچیتا هستند.

## فعالیت
هیوم در سال ۱۸۹۹ عضو اصلی باشگاه فیلوماتیک آنادارکو بود. او در سال ۱۹۰۸ کتاب «طرحی تاریخی از فدراسیون باشگاه‌های زنان اوکلاهما و سرزمین‌های سرخپوستی، ۱۸۹۸-۱۹۰۸» را نوشت و از سال ۱۹۱۳ تا ۱۹۱۵ به عنوان رئیس فدراسیون باشگاه‌های زنان ایالت اوکلاهما خدمت کرد. او پیش از مرگش در ۱۹ ژانویه ۱۹۳۳ در مینکو، اوکلاهما، رئیس انجمن سینودیک منطقه‌ای زنان پرسبیترینیسم بود.